# إيرين سوان
إيرين سوان (بالإنجليزية: Erinn Swan)‏ هي مغنية وكاتبة أغاني وممثلة أسترالية، ولدت في 19 يوليو 1984.